# 姜妃角殼灰介
姜妃角殼灰介（学名：Cornucoquimba kianofei）为半花介科角殼灰介屬下的一个种。